# Neoplan N4010
Neoplan N4010 – niskowejściowy autobus klasy MIDI produkowany przez Neoplan. Od popularnego w Polsce modelu N4009 jest dłuższy o 0,5 m i posiada w zależności od wersji dwoje lub troje drzwi (w układzie 1-20 lub 1-2-1). W pierwszych i drugich drzwiach podłoga jest obniżona do 350 mm, w ostatnich znajdują się 2 stopnie wejściowe.
Autobus jest napędzany silnikiem Mercedes-Benz o mocy 211 KM. Opcjonalnie autobus był też dostępny w wersji z silnikiem MAN.
W Niemczech, gdzie autobus był produkowany, zamawiany był do obsługi komunikacji miejskiej w małych miastach i kurortach.
W toku produkcji autobus przeszedł tzw. lifting - zmieniono wygląd ściany czołowej i drobnych elementów.
Do Polski sprowadzono pojedyncze sztuki modelu, w latach 2004-2007.